# Antoine III de Gramont
Antoine III Agénor de Gramont-Toulongeon, hertog van Gramont, graaf van Guiche, graaf van Gramont, graaf van Louvigny,  heer van Bidache, (Chateau d'Hagetmau 1604  - Bayonne 12 juli 1678) was een Franse militair en diplomaat, maarschalk van Frankrijk sinds 1641, onderkoning van Navarra en Béarn, en gouverneur van Bayonne.

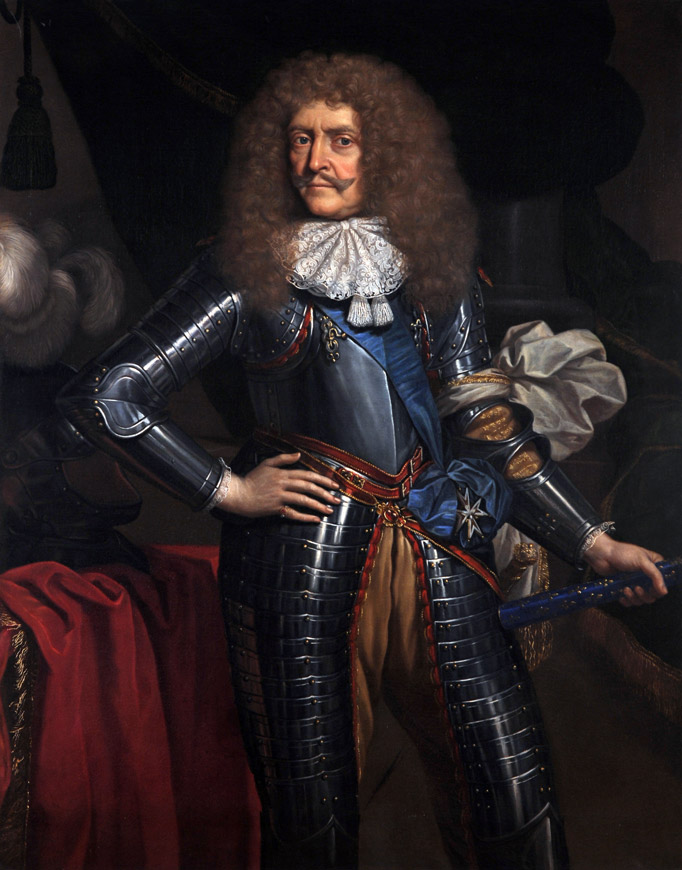
Antoine III, hertog van Gramont

## Leven
Antoine de Gramont stamde uit een oude Zuid-Franse adellijke familie. Zijn vader was Antoine II de Gramont, zijn moeder was Louise (-1610), dochter van maarschalk Antoine de Roquelaure (1543-1623).
Gramont was een volgeling van kardinaal de Richelieu. Bij een bepaalde gelegenheid toostte hij op de gezondheid van de kardinaal en zei hij dat Richelieu voor Frankrijk belangrijker was dan de koning en de hele koninklijke familie. In 1634 trouwde hij met een nicht van de kardinaal, Françoise-Marguerite du Plessis de Chivré (-1689).
Gramont vocht in een aantal veldslagen van de Dertigjarige Oorlog en werd benoemd tot maarschalk van Frankrijk op 22 september 1641 en kreeg de erfelijke titel van hertog in 1643. In zijn memoires schrijft hij dat hij in 1646 bij prins Frederik Hendrik van Oranje op bezoek ging om te praten over een militaire aanval op de Spaanse Nederlanden en in plaats daarvan door de prins bij de hand genomen werd, zwijgend door de kamer werd geleid en het voorstel kreeg met hem een allemande te dansen, omdat de Fransman die kans nooit meer met de prins zou krijgen.
Hij werd minister in 1653, ambassadeur bij de Rijksdag in Frankfurt in 1657, en werd als afgezant van Lodewijk XIV naar Spanje gestuurd in 1660 om de hand te vragen van Maria Theresia van Spanje. Hij overleed in 1678.
Zijn memoires (Mémoires du maréchal de Gramont, Parijs 1716) werden gepubliceerd door zijn zoon Antoine Charles IV de Gramont.
Zijn jongere broer was Philibert de Gramont (1621-1707), beroemd en berucht vanwege de memoires waarin in detail het leven aan het hof onder koning Karel II van Engeland werd beschreven.

## Huwelijk en kinderen
In 1634 trouwde Antoine de Gramont met Françoise-Marguerite du Plessis, met wie hij vier kinderen kreeg:
- Armand de Gramont (1637 - 29 november 1673), graaf van Guiche
- Catherine-Charlotte, (1639 - 1678), prinses van Monaco en maîtresse van Lodewijk XIV
- Antoine Charles, (1641 - 1720), onderkoning van Navarra
- Henriette-Catherine de Gramont.